# José Francisco Sanches Alves

Wappen von José Francisco Sanches Alves

José Francisco Sanches Alves (* 20. April 1941 in Lageosa da Raia, Portugal) ist ein portugiesischer Geistlicher und emeritierter römisch-katholischer Erzbischof von Évora.

## Leben
José Francisco Sanches Alves empfing am 3. Juli 1966 das Sakrament der Priesterweihe für das Erzbistum Évora.
Am 7. März 1998 ernannte ihn Papst Johannes Paul II. zum Titularbischof von Hierpiniana und bestellte ihn zum Weihbischof in Lissabon. Der Erzbischof von Évora, Maurílio Jorge Quintal de Gouveia, spendete ihm am 31. Mai desselben Jahres die Bischofsweihe; Mitkonsekratoren waren der Patriarch von Lissabon, José da Cruz Policarpo, und der Bischof von Faro, Manuel Madureira Dias. Papst Johannes Paul II. ernannte ihn am 22. April 2004 zum Bischof von Portalegre-Castelo Branco. Am 8. Januar 2008 bestellte ihn Papst Benedikt XVI. zum Erzbischof von Évora.
Papst Franziskus nahm am 26. Juni 2018 seinen altersbedingten Rücktritt an.
Er ist Prior der Südprovinz der Statthalterei Portugal des Ritterordens vom Heiligen Grab zu Jerusalem.